# Södra Falletjärnen
Södra Falletjärnen är en sjö i Årjängs kommun i Värmland och ingår i Göta älvs huvudavrinningsområde.
Södra Falletjärnen ligger i Ulvsjömyrarna Natura 2000-område. Sjöns area är 0,01 kvadratkilometer och den befinner sig 236 meter över havet.